# شارلوته أرمسترونغ
شارلوته أرمسترونغ (بالإنجليزية: Charlotte Armstrong)‏ هي لاعب كرة قاعدة ورسامة أمريكية، ولدت في 17 يونيو 1924 في دالاس في الولايات المتحدة، وتوفيت في 24 نوفمبر 2008 في فينيكس في الولايات المتحدة.